# 伊藤大一
伊藤 大一（いとう だいいち、1930年6月10日 - ）は、日本の政治学者、行政学者。北海道大学及び埼玉大学名誉教授。専門は行政学・政策分析。

## 来歴
東京都出身。1954年東京大学法学部卒業。
1954年、東京大学法学部助手（指導教授：辻清明 (政治学者)）。その後、北海道大学法学部助教授、同法学部教授を経て、1975年オックスフォード大学客員研究員（～1977年）。1988年北海道大学を早期退官。同名誉教授。
1988年埼玉大学大学院政策科学研究科教授。1996年政策科学教育研究機構創設準備室教授。1997年政策研究大学院大学政策研究科教授。2004年政策研究大学院大学退官。埼玉大学名誉教授。

## 主著
- 辻清明ほか編『行政と組織（行政学講座）』（分担執筆、東京大学出版会、1976年）
- 『現代日本官僚制の分析』（東京大学出版会、1980年）
- 日本行政学会編『内閣制度の研究』（分担執筆、ぎょうせい、1987年）
- 北村公彦編集代表『現代日本政党史録〈第1巻〉現代日本政党論』（編者、第一法規、2004年）